# Minakami
Minakami (jap. みなかみ町 Minakami-machi) – miasto w Japonii, na wyspie Honsiu, w prefekturze Gunma. Według danych na rok 2020 miejscowość zamieszkiwało 17 195 mieszkańców , a gęstość zaludnienia wyniosła 22 os./km².